# 남해 대국산성
남해 대국산성(南海 大局山城)은 대한민국 경상남도 남해군 설천면 진목리, 대국산의 정상에 지어진 산성이다. 1974년 12월 28일 경상남도의 기념물 제19호 대국산성으로 지정되었다가, 2018년 12월 20일 현재의 명칭으로 변경되었다.

## 개요
경상남도 남해군 설천면 진목리 대국산의 정상에 지어진 산성으로, 산꼭대기를 빙둘러 돌로 쌓았다.
성의 둘레는 1.5km, 성벽의 높이는 5∼6m이고 윗부분의 폭은 2.4m인데, 성벽의 바깥쪽은 깬돌을 이용하여 겹으로 쌓아 올리고, 안쪽은 자갈과 흙을 섞어서 채워 성벽을 다졌다. 성벽의 둘레에는 네모꼴의 망대(적의 동정을 살피기 위하여 세운 높은 대)가 있었던 흔적이 있다.
성 안의 중앙에는 건물터와 연못터가 있으며, 천씨(千氏) 성을 가진 장군과 일곱 시녀 사이에 얽힌 전설이 있는 제사터가 있다. 성의 동남쪽과 북쪽에 성문이 있었던 듯한데, 이중 동남쪽의 문이 정문으로 추측된다.
『동국여지승람』에 고현산성은 ‘현의 북쪽 17리 지점에 있으며, 석축으로 둘레는 1,740척(527m)이고 높이는 10척(3m)이다.’는 기록이 있는데, 고현산성이 바로 대국산성으로 여겨진다.
언제 쌓았는지는 정확히 알 수 없으나 대국산성은 부근에 있던 옛 남해현을 지키던 읍성으로 추측된다. 성안에서 여러 종류의 토기조각과 기와조각 등이 발견되었으며, 성의 보존 상태가 매우 좋아 학술상으로도 중요한 자료가 되고 있다.

## 같이 보기
- 대국산

## 참고 자료
- 대국산성 - 국가유산청 국가유산포털